# Aron Kincaid
Aron Kincaid (ur. 15 czerwca 1940 w Los Angeles, zm. 6 stycznia 2011 w Los Angeles) – amerykański aktor dubbingowy. Urodził się jako Norman Williams Neale II. Znany z wielu ról dubbingowych m.in. w serialach i filmach o przygodach Batmana, gdzie użyczał głosu Killerowi Crocowi. W 2002 roku po pięćdziesięciu latach wycofał się z zawodu aktora głosowego.
Zmarł 6 stycznia 2011 roku w szpitalu w Los Angeles.

## Dubbing
- Batman
- Smerfy
- Kacze opowieści
- Transformers
- Eerie, Indiana
- Jonny Quest